# Barbara Olson
Barbara Kay Olson, nata Bracher (Houston, 27 dicembre 1955 – Arlington, 11 settembre 2001), è stata una giornalista, avvocato e scrittrice statunitense.

## Biografia
Barbara Kay Bracher nacque a Houston, in Texas. La sorella maggiore, Toni Bracher-Lawrence, è stata membro del consiglio comunale di Houston dal 2004 al 2010. Barbara si diplomò alla Waltrip High School e ottenne il bachelor of Arts presso l'University of Saint Thomas a Houston. Conseguì, inoltre, il Juris Doctor presso la Yeshiva University.
Nel 1990 circa divenne un'avvocato di successo, lavorando presso lo studio legale Wilmer Cutler & Pickering di Washington, D.C.. Successivamente, lavorò come opinionista in alcune reti televisive, come la CNN e la Fox News Channel. Nel 1994 divenne capo consulente investigativo per la Camera dei rappresentanti degli Stati Uniti.
Morì nello schianto del volo American Airlines 77 contro l'ala ovest del Pentagono durante gli attentati dell'11 settembre 2001. Prima dello schianto, riuscì a chiamare due volte il marito, Ted Olson, per informarlo del dirottamento.
Secondo alcune teorie complottiste, che sostengono che non fu il volo 77 a schiantarsi contro il Pentagono, Barbara Olson sarebbe in realtà ancora viva e avrebbe cambiato la sua identità andando a vivere in Europa. Secondo altri, la nuova moglie di Ted Olson, Lady Evelyn Booth, sarebbe in realtà la stessa Barbara dopo un intervento chirurgico.

## Vita privata
Nel 1996, Barbara sposò Theodore Olson, procuratore generale degli Stati Uniti durante l'amministrazione Bush. Viveva a Great Falls, una Census-designated place della Virginia.
Barbara Olson fu un'instancabile critica di Bill e Hillary Clinton. Scrisse tra l'altro un libro, Hell to Pay: The Unfolding Story of Hillary Rodham Clinton, estremamente critico nei confronti dell'ex first lady, seguito da un volume pubblicato postumo incentrato sulle ultime settimane dei Clinton alla Casa Bianca, The Final Days: The Last, Desperate Abuses of Power by the Clinton White House.